# Мосдорф
Мосдорф (нем. Moosdorf) — коммуна (нем. Gemeinde) в Австрии, в федеральной земле Верхняя Австрия.
Входит в состав округа Браунау-на-Инне.  Площадь общины составляет 15,70 км², население — 1706 человек (1 января 2021), плотность населения — 108 чел./км². Официальный код  —  40 425.

## Политическая ситуация
Бургомистр коммуны — Манфред Эмерсбергер (СДПА) по результатам выборов 2003 года.
Совет представителей коммуны (нем. Gemeinderat) состоит из 19 мест.
- СДПА занимает 11 мест.
- АНП занимает 7 мест.
- АПС занимает 1 место.